# Тигар Шроф
Тигар Шроф (енгл. Tiger Shroff, Мумбаj, 2. март 1990) је индијски филмски глумац. Син је глумца Џекија Шрофа и продуценткиње Ајши Дат.

## Филмографија
| Улоге Тигра Шрофа |                |               |                   |          |
| Година            | Српски назив   | Изворни назив | Улога             | Напомена |
| 2014              | Право на љубав |               | Баблу             | [ 1 ]    |
| 2016              | Побуњеник      |               | Рони              |          |
| 2016              | Летећи Џат     |               | Аман / Летећи Џат |          |
| 2017              | Муна Мајкл     |               | Муна              |          |
| 2018              | Побуњеник 2    |               | Рони              |          |

## Награде

### Филмфареова награда
- Номинован
  - 2015. – Филмфареова награда за најбољег мушког дебитанта у филму Право на љубав

### Интернационална индијска филмска академија
- Награђена
  - 2015. — ИИФА за звезден мушки дебут године у филму Право на љубав